# Альберт Бетц
Альберт Бетц (англ. Albert Edward Betts 8 лютого 1888, Бірмінгем — 13 лютого 1924, Торнтон-Хіт, Лондон) — британський гімнаст, бронзовий призер літніх Олімпійських ігор 1912 року в командній першості. 
Брав участь також в командних змаганнях на Олімпіаді 1920 року, зайняв 5-е місце в складі команди Великої Британії. 